# Mart Port
Mart Port (* 4. Januar 1922 in Pärnu, Estland; † 3. Februar 2012 in Tallinn) war ein sowjetisch-estnischer Architekt.

## Leben
Mart Port wurde 1922 als Sohn des estnischen Botanikers Jaan Port (1891–1950) und dessen Frau Marta geboren. Während des Zweiten Weltkriegs kämpfte er in der Roten Armee. Nach dem Krieg studierte er Architektur am Tallinner Polytechnischen Institut.
Bis 1990 war Mart Port beim staatlichen sowjetischen Architekturbüro Eesti Projekt beschäftigt, von 1961 bis 1989 als dessen Chefarchitekt. Darüber hinaus war er von 1961 bis 1992 Dozent an der Tallinner Kunsthochschule, ab 1977 mit dem Titel eines Professors. Von 1955 bis 1979 war Port Vorsitzender der Architektenvereinigung der Estnischen SSR (estnisch Eesti NSV Arhitektide Liit). 1972 erhielt er den Staatspreis der Estnischen SSR und 1978 den Titel Volksarchitekt der Sowjetunion.

## Architektonisches Werk
Mart Port war Hauptverantwortlicher für die städtebauliche Generalplanung von Tallinn, Tartu und Viljandi und Chefplaner für die neuen Stadtteile Tallinn-Mustamäe, Tallinn-Väike-Õismäe, Tallinn-Lasnamäe, Tartu-Annelinn und Viljandi-Männimäe. Daneben plante er verschiedene Gebäudetypen der sowjetischen Bauwirtschaft (Wohnungen, Schulen, Kulturhäuser, Kaufhallen, Kinderbetreuungseinrichtungen).
Bekannte Einzelprojekte Ports sind der Hauptsitz der Kommunistischen Partei Estlands (gemeinsam mit Raine Karp und Olga Konchayeva, 1964–1968), das Tallinner Hotel Viru (gemeinsam mit Henno Sepmann, 1972) sowie zahlreiche Wohnhäuser und Industriekomplexe (Eesti Kaabel, 1961). Von Mart Port stammt auch das monumentale Denkmal für die Rote Armee in Tallinn-Maarjamäe (Maarjamäe obelisk, 1960) am Ufer der Ostsee.

## Veröffentlichungen (Auswahl)
- Arhitekti pilguga Inglismaal. Tallinn 1966
- Nõukogude Eesti arhitektuur. Tallinn 1983